# Associação dos Trabalhadores Leigos do Vaticano
A Associação dos Trabalhadores Leigos do Vaticano (em italiano:  Associazione Dipendenti Laici Vaticani; ADLV) é o único sindicato da Cidade do Vaticano.
A ADLV foi formada em 1985. A primeira greve no Vaticano foi organizada pela ADLV em 1988. Em 1992, o sindicato organizou uma campanha de demissão em massa bem sucedida para protestar contra a ausência de pensões para os trabalhadores. As autoridades do Vaticano reconheceram formalmente o ADLV em 1993.
A ADLV é filiada à Confederação Sindical Internacional.